# Lista de picos ultraproeminentes da América do Sul
Esta é a lista dos 209 picos ultraproeminentes da América do Sul. A montanha mais proeminente é o Aconcágua (6962 m de altitude e de proeminência), seguida pelo Pico Cristóbal Colón (5775 m de altitude e 5584 m de proeminência).

## Planalto das Guianas

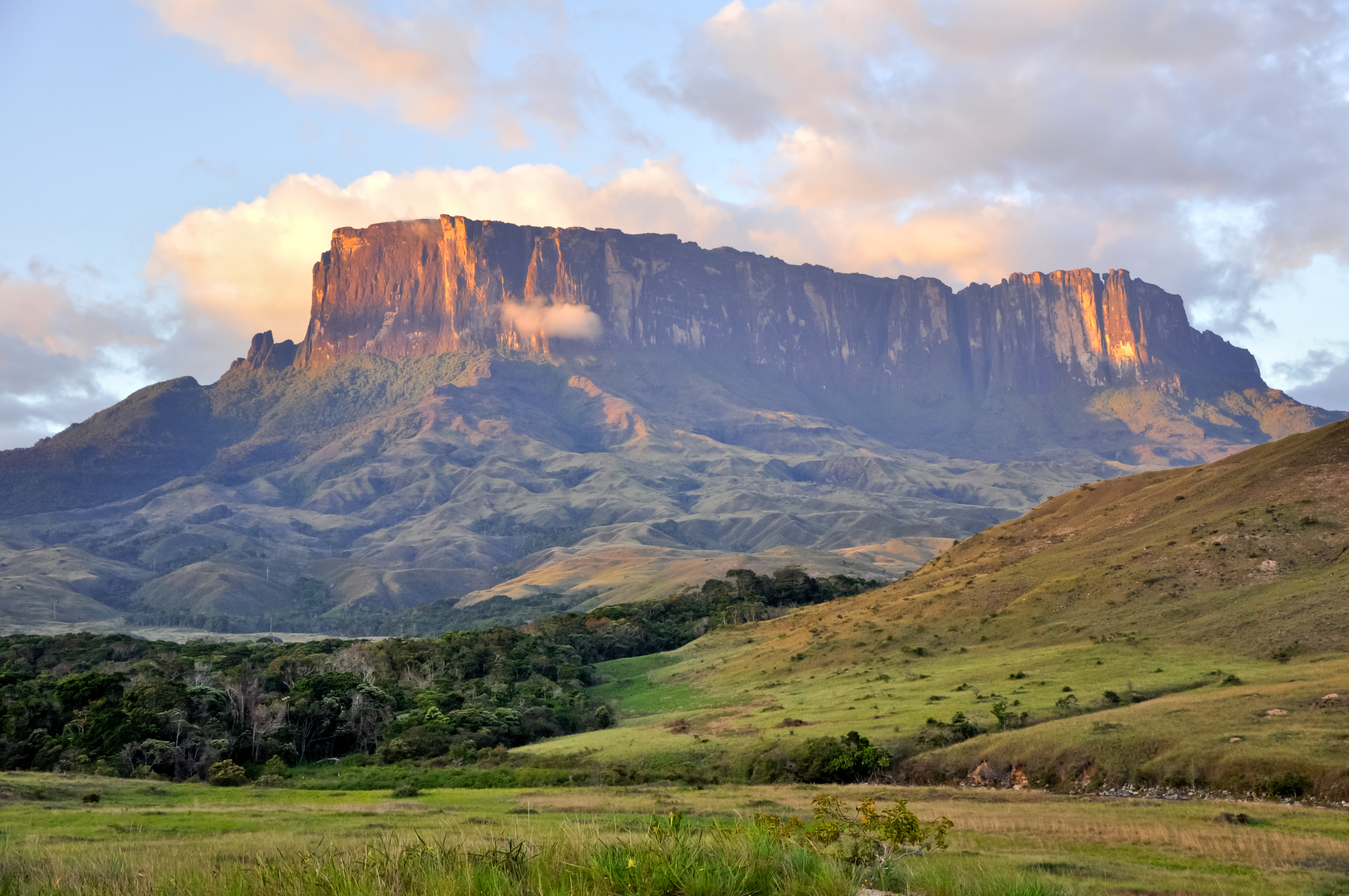
Monte Roraima na tríplice fronteira Venezuela / Guiana / Brasil (o cume está na Venezuela)

| N.º | Pico                  | País(es)                    | Altitude (m) | Proeminência (m) | Colo (m) |
| --- | --------------------- | --------------------------- | ------------ | ---------------- | -------- |
| 1   | Pico da Neblina       | Brasil                      | 2994         | 2886             | 108      |
| 2   | Monte Roraima         | Venezuela · Guiana · Brasil | 2810         | 2338             | 472      |
| 3   | Cerro Marahuaca       | Venezuela                   | 2832         | 2289             | 543      |
| 4   | Serrania Guanay       | Venezuela                   | 2392         | 2026             | 366      |
| 5   | Serra Imeri           | Venezuela / Brasil          | 2500         | 1951             | 549      |
| 6   | Serra Tulu Tuloi      | Brasil                      | 2140         | 1950             | 190      |
| 7   | Serra da Mocidade     | Brasil                      | 1980         | 1830             | 150      |
| 8   | Sierra de Maigualida  | Venezuela                   | 2350         | 1790             | 560      |
| 9   | Serra do Pacu         | Brasil                      | 1880         | 1712             | 168      |
| 10  | Cerro Cerbatana       | Venezuela                   | 2080         | 1708             | 372      |
| 11  | Cerro Raya            | Venezuela                   | 2070         | 1686             | 384      |
| 12  | Chimata Tepuy         | Venezuela                   | 2675         | 1658             | 1017     |
| 13  | Tulu Tuloi II         | Brasil                      | 1780         | 1584             | 196      |
| 14  | Meseta del Cerro Jaua | Venezuela                   | 2395         | 1572             | 823      |

## Sierra Nevada de Santa Marta,Cordilheira OrientaleCordilheira de Mérida

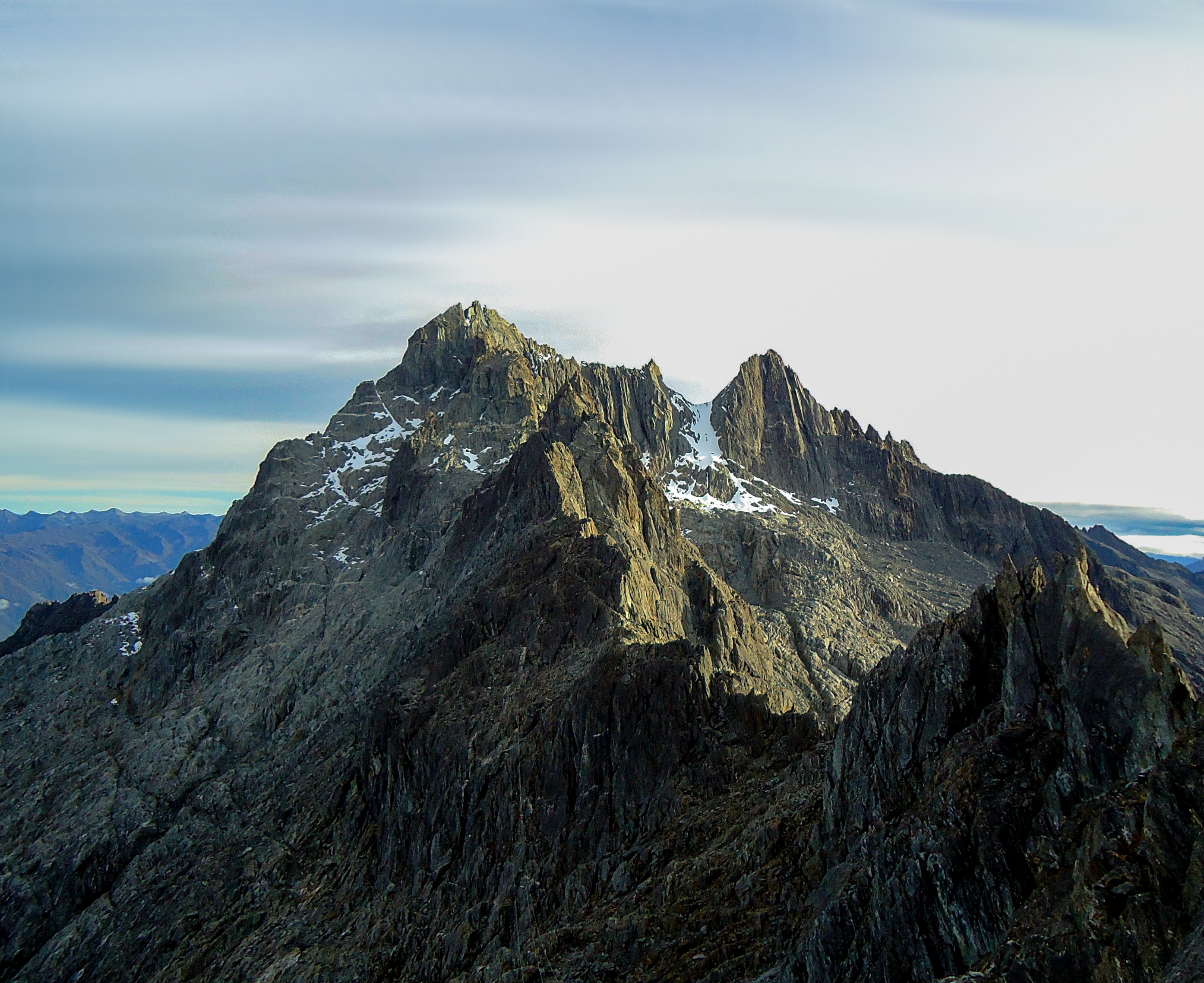
Pico Bolívar, Venezuela

| N.º | Pico                       | País(es)             | Altitude (m) | Proeminência (m) | Colo (m) |
| --- | -------------------------- | -------------------- | ------------ | ---------------- | -------- |
| 1   | Pico Cristóbal Colón       | Colômbia             | 5775         | 5584             | 191      |
| 2   | Pico Bolívar               | Venezuela            | 4981         | 3957             | 1024     |
| 3   | Ritacuba Blanco            | Colômbia             | 5410         | 3645             | 1765     |
| 4   | Cerro Tristeza             | Venezuela            | 2596         | 2456             | 140      |
| 5   | Pico Naiguata              | Venezuela            | 2765         | 2455             | 310      |
| 6   | Cerro Pintado              | Colômbia / Venezuela | 3660         | 2181             | 140      |
| 7   | Saliente del Rio Guape     | Colômbia             | 4180         | 1835             | 2345     |
| 8   | Cordillera los Pichacos    | Colômbia             | 3630         | 1704             | 1926     |
| 9   | Cordillera de los Cobardes | Colômbia             | 3420         | 1658             | 1762     |
| 10  | Pico el Turmal             | Venezuela            | 3560         | 1542             | 2018     |
| 11  | Paramo el Nevado           | Colômbia             | 4250         | 1532             | 2718     |
| 12  | Cuchilla San Lorenzo       | Colômbia             | 2866         | 1522             | 1344     |
| 13  | Cerro el Cerron            | Venezuela            | 2100         | 1500             | 600      |

## Cordilheira OcidentaleCordilheira Central

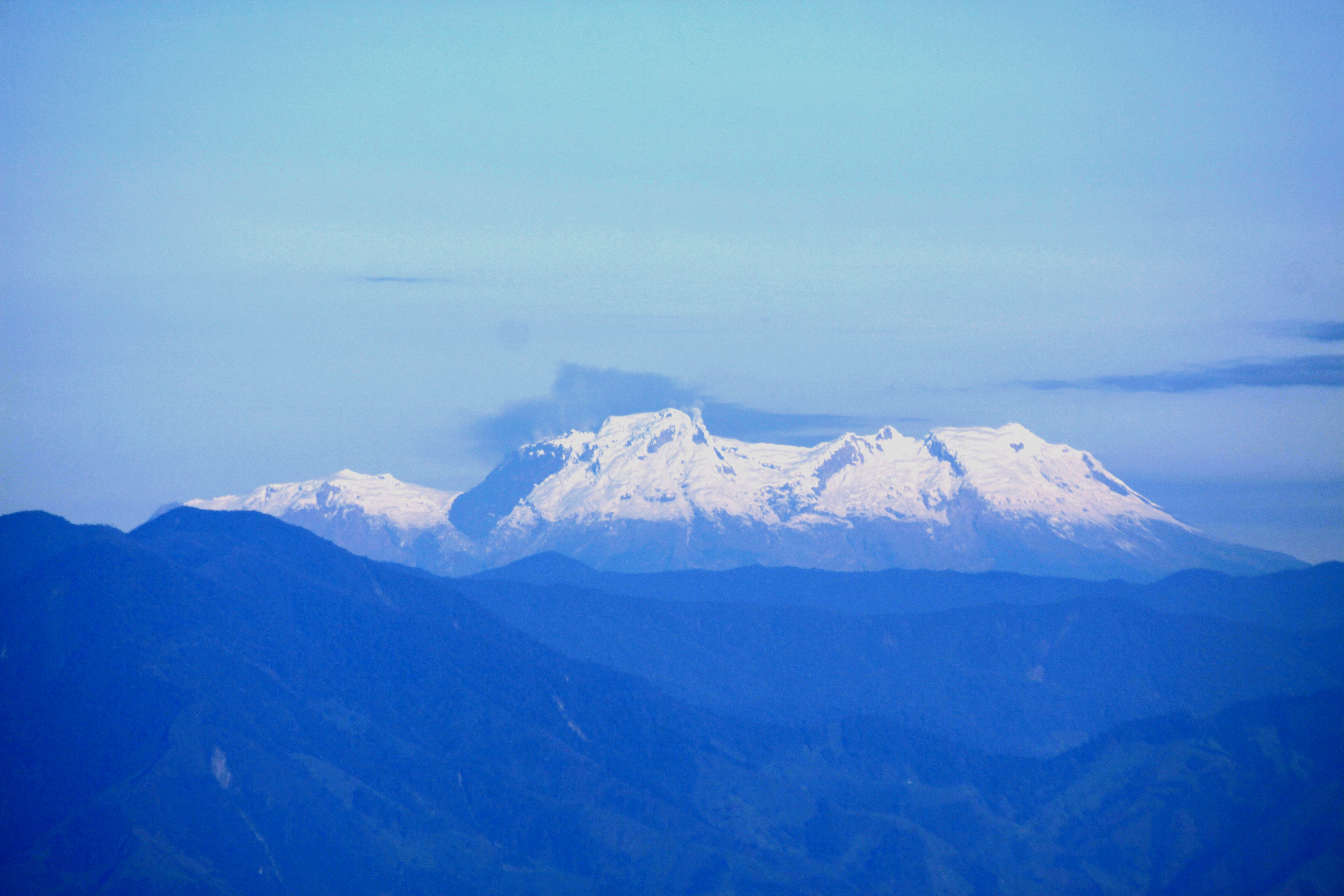
Nevado del Huila, Colômbia

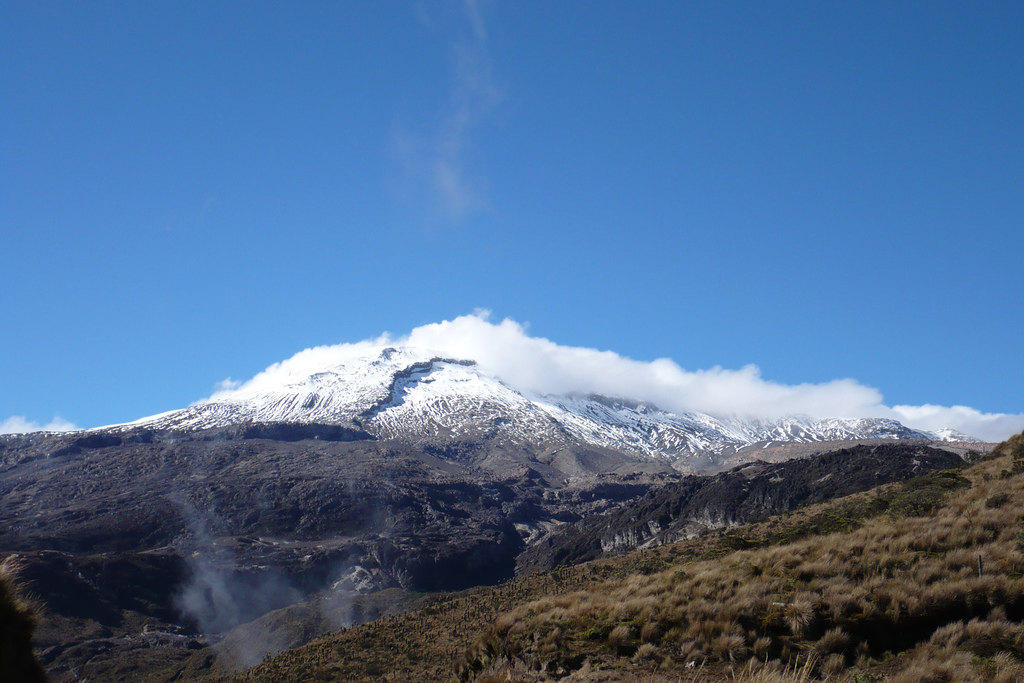
Nevado del Ruiz, Colômbia

| N.º | Pico                 | País(es)          | Altitude (m) | Proeminência (m) | Colo (m) |
| --- | -------------------- | ----------------- | ------------ | ---------------- | -------- |
| 1   | Nevado del Huila     | Colômbia          | 5390         | 2650             | 2740     |
| 2   | Cerro Tamana         | Colômbia          | 4100         | 2573             | 1527     |
| 3   | Farallones de Cali   | Colômbia          | 4050         | 2309             | 1741     |
| 4   | Farallones de Citara | Colômbia          | 4050         | 2280             | 1770     |
| 5   | Cerro Calima         | Colômbia          | 3840         | 2242             | 1598     |
| 6   | Nevado del Ruiz      | Colômbia          | 5300         | 2035             | 3265     |
| 7   | Paramo Frontino      | Colômbia          | 3950         | 1953             | 1997     |
| 8   | Cerro Napi           | Colômbia          | 3860         | 1837             | 2023     |
| 9   | Cerro Tacarcuna      | Colômbia          | 1870         | 1765             | 105      |
| 10  | Cerro San Lucas      | Colômbia          | 2270         | 1702             | 568      |
| 11  | Cerro Torra          | Colômbia          | 2820         | 1659             | 1161     |
| 10  | Cumbal               | Colômbia          | 4760         | 1575             | 3185     |
| 12  | Cerro Paramillo      | Colômbia          | 3730         | 1559             | 2171     |
| 13  | Alto de Nique        | Colômbia / Panamá | 1730         | 1557             | 174      |

## Cordilheiras doEquador

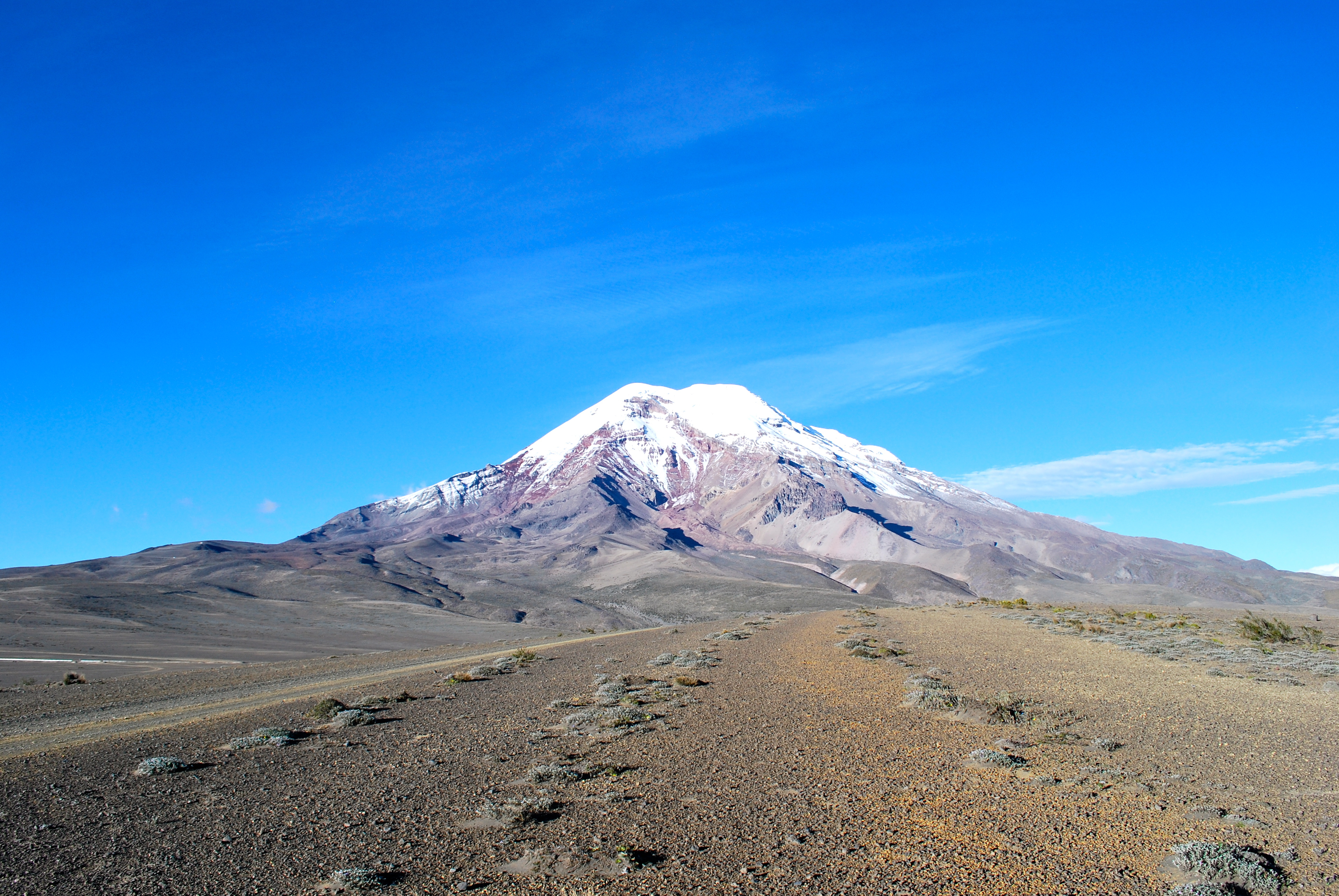
Chimborazo, Equador

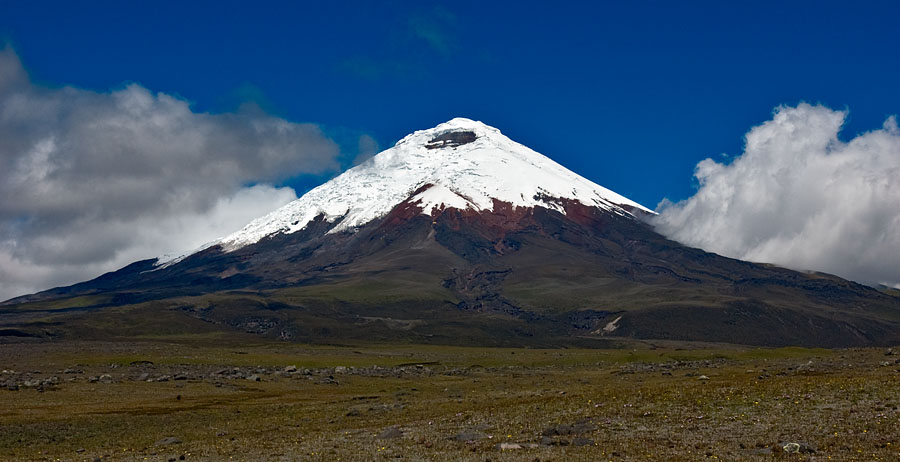
Cotopaxi, Equador

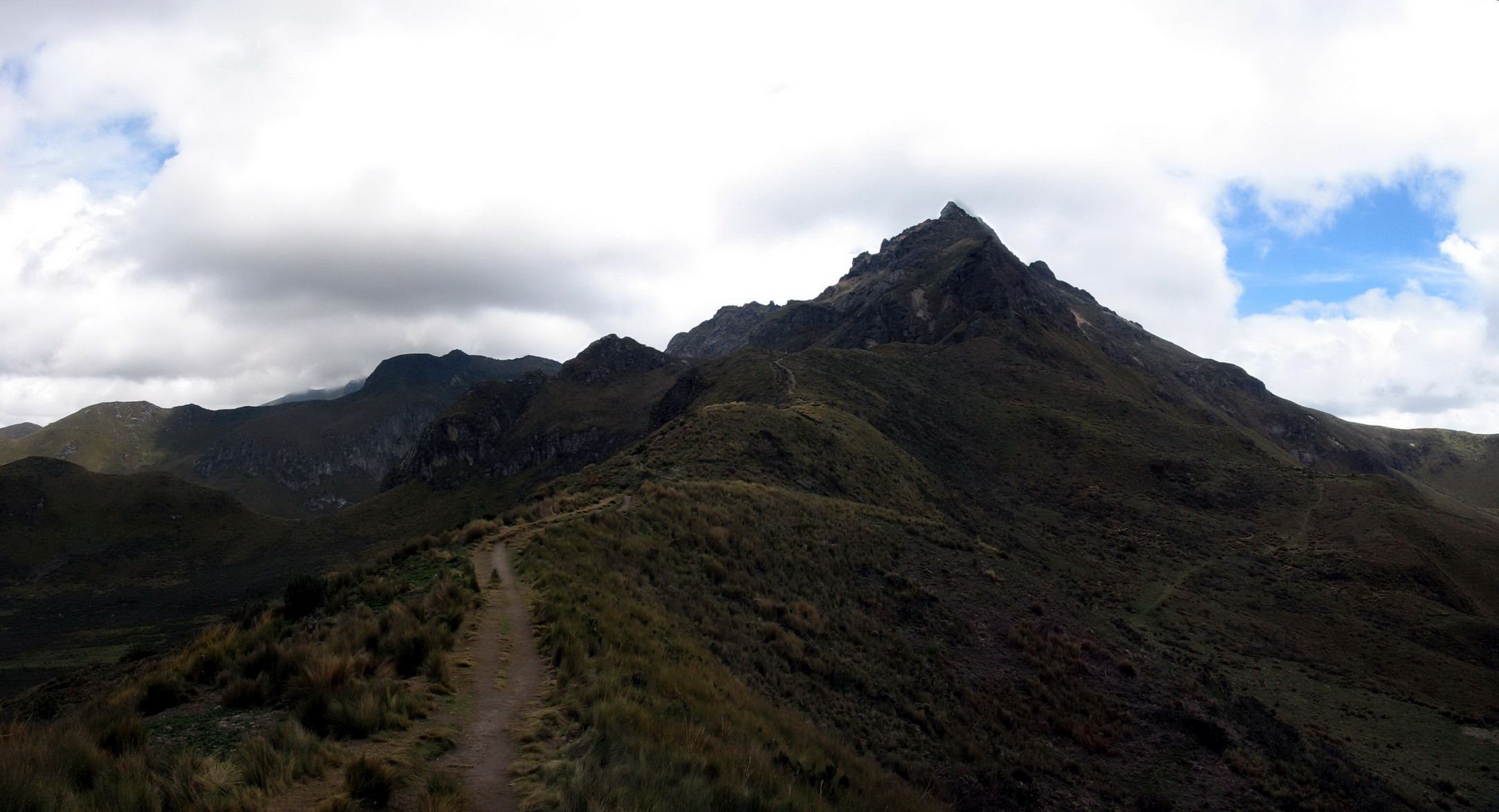
Pichincha, Equador

| N.º | Pico                  | País(es) | Altitude (m) | Proeminência (m) | Colo (m) |
| --- | --------------------- | -------- | ------------ | ---------------- | -------- |
| 1   | Chimborazo            | Equador  | 6267         | 4122             | 2145     |
| 2   | Cotopaxi              | Equador  | 5896         | 2403             | 3493     |
| 3   | Cayambe               | Equador  | 5790         | 2075             | 3715     |
| 4   | El Altar              | Equador  | 5319         | 2072             | 3247     |
| 5   | Cordillera del Cóndor | Equador  | 2950         | 2011             | 939      |
| 6   | Nevado Cotacachi      | Equador  | 4944         | 1837             | 3107     |
| 7   | Illiniza Sur          | Equador  | 5263         | 1750             | 3513     |
| 8   | Antisana              | Equador  | 5704         | 1678             | 4026     |
| 9   | Pichincha             | Equador  | 4794         | 1652             | 3142     |
| 10  | Sangay                | Equador  | 5300         | 1588             | 3712     |
| 11  | Tungurahua            | Equador  | 5016         | 1554             | 3462     |
| 12  | Sumaco                | Equador  | 3790         | 1536             | 2254     |
| 13  | Imbabura              | Equador  | 4634         | 1519             | 3115     |

## Galápagos
| N.º | Pico        | País(es)               | Altitude (m) | Proeminência (m) | Colo (m) |
| --- | ----------- | ---------------------- | ------------ | ---------------- | -------- |
| 1   | Volcán Wolf | Equador (Ilha Isabela) | 1707         | 1707             | 0        |
| 2   | Cerro Azul  | Equador (Ilha Isabela) | 1689         | 1668             | 21       |

## Cordilheira Brancae norte do Peru

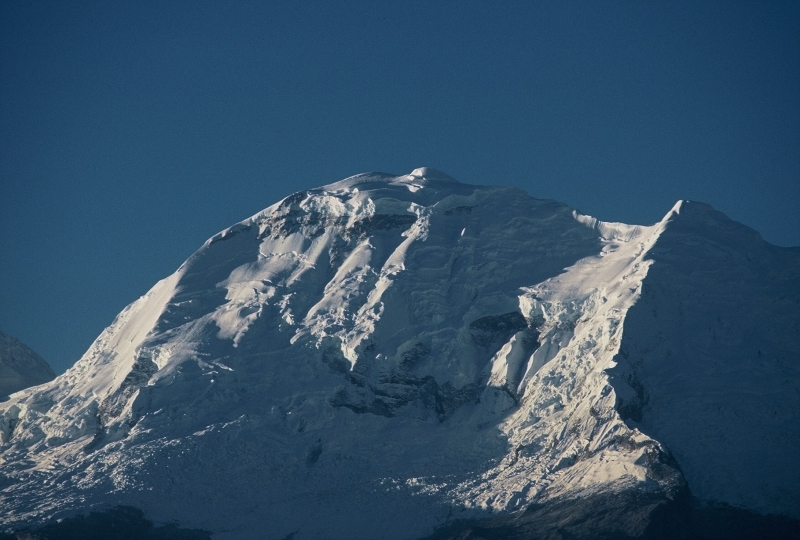
Huascarán, Peru

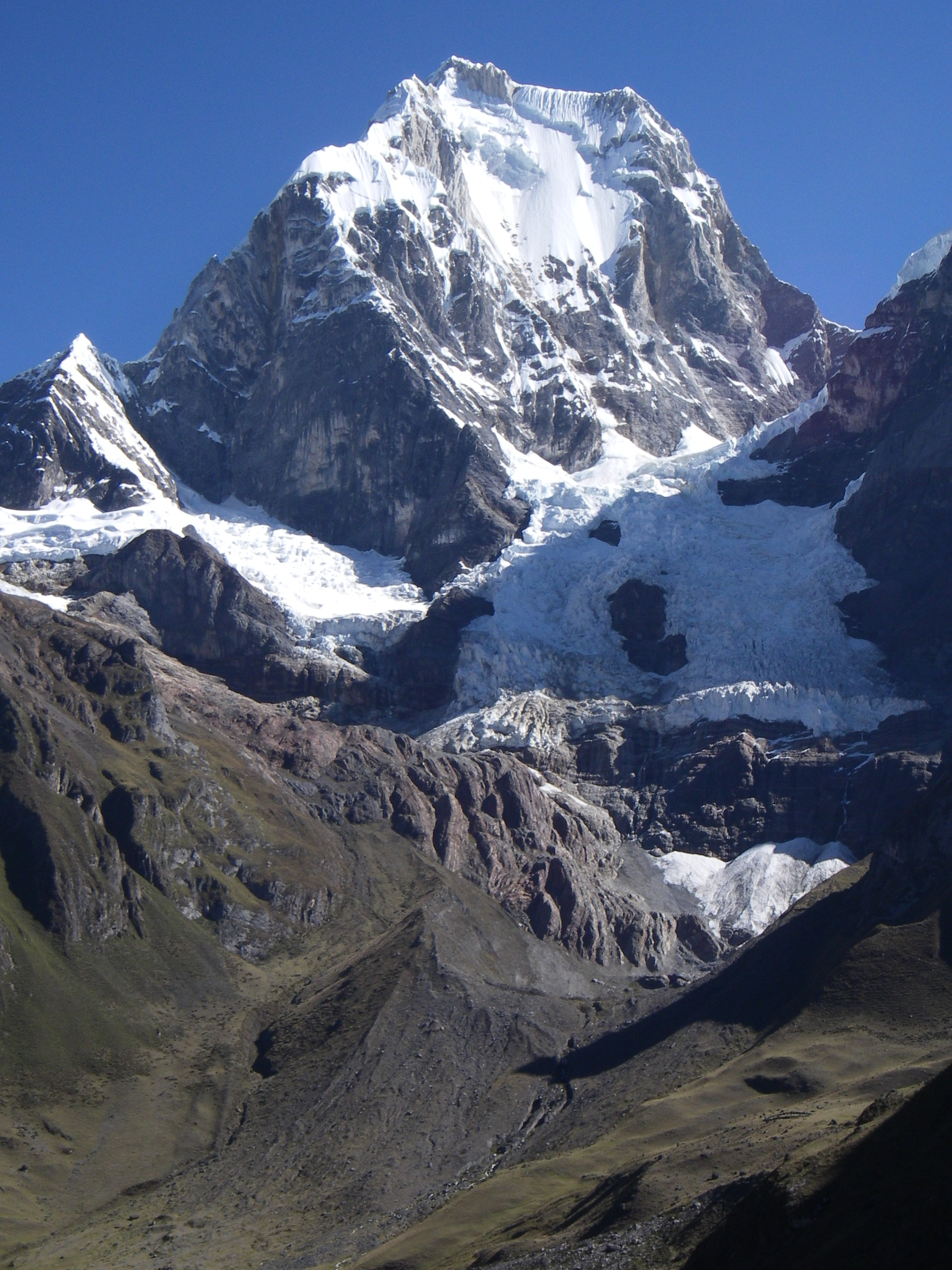
Yerupajá, Peru

| N.º | Pico                | País(es) | Altitude (m) | Proeminência (m) | Colo (m) |
| --- | ------------------- | -------- | ------------ | ---------------- | -------- |
| 1   | Huascarán           | Peru     | 6768         | 2776             | 3970     |
| 2   | Yerupajá            | Peru     | 6634         | 2028             | 4589     |
| 3   | Mishahuanga         | Peru     | 4118         | 1826             | 2292     |
| 4   | Abra la Esperanza   | Peru     | 3660         | 1798             | 1862     |
| 5   | Cerro de Campanario | Peru     | 4010         | 1778             | 2232     |
| 6   | Point 2868          | Peru     | 2868         | 1662             | 1206     |
| 7   | Nevados Huandoy     | Peru     | 6395         | 1645             | 4715     |
| 8   | Huantsan            | Peru     | 6369         | 1633             | 4736     |
| 9   | Cerro Jallacate     | Peru     | 5567         | 1582             | 3985     |
| 10  | Cerro Bravo         | Peru     | 3970         | 1571             | 2399     |
| 11  | Pico Sira           | Peru     | 2450         | 1564             | 886      |
| 12  | Champara            | Peru     | 5735         | 1509             | 4226     |

## Cordilheira Orientale Vilcabamba

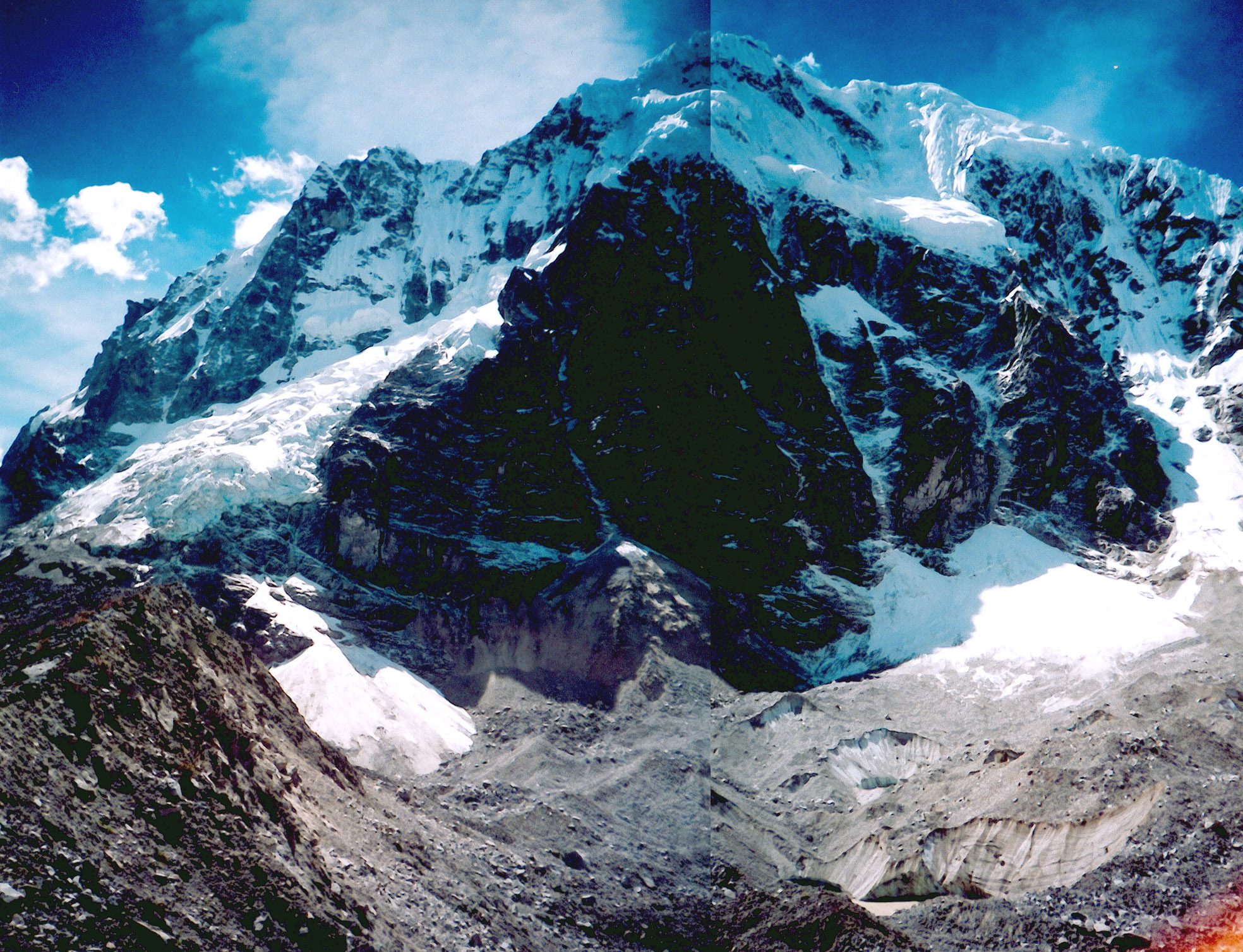
Salcantay, Peru

| N.º | Pico                           | País(es)       | Altitude (m) | Proeminência (m) | Colo (m) |
| --- | ------------------------------ | -------------- | ------------ | ---------------- | -------- |
| 1   | Salcantay                      | Peru           | 6271         | 2540             | 3724     |
| 2   | Illimani                       | Bolívia        | 6438         | 2451             | 3987     |
| 3   | Auzangate                      | Peru           | 6372         | 2085             | 4287     |
| 4   | Topo da Cordilheira Vilcabamba | Peru           | 4150         | 2070             | 2080     |
| 5   | Janq'u Uma                     | Bolívia        | 6438         | 2451             | 3987     |
| 6   | Sawasiray                      | Peru           | 5818         | 1957             | 4470     |
| 7   | Gigante                        | Bolívia        | 5748         | 1768             | 3980     |
| 8   | Cumbre Salto del Fraile        | Bolívia        | 4480         | 1660             | 2820     |
| 9   | Chorolque                      | Bolívia        | 5520         | 1542             | 3978     |
| 10  | Chawpi Urqu                    | Bolívia / Peru | 6044         | 1537             | 4507     |
| 11  | Photulo Punta                  | Bolívia        | 4284         | 1519             | 2765     |

## Cordilheira Ocidental

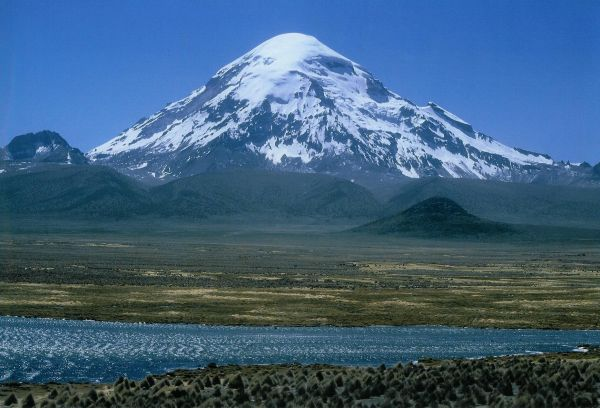
Nevado Sajama, Bolívia

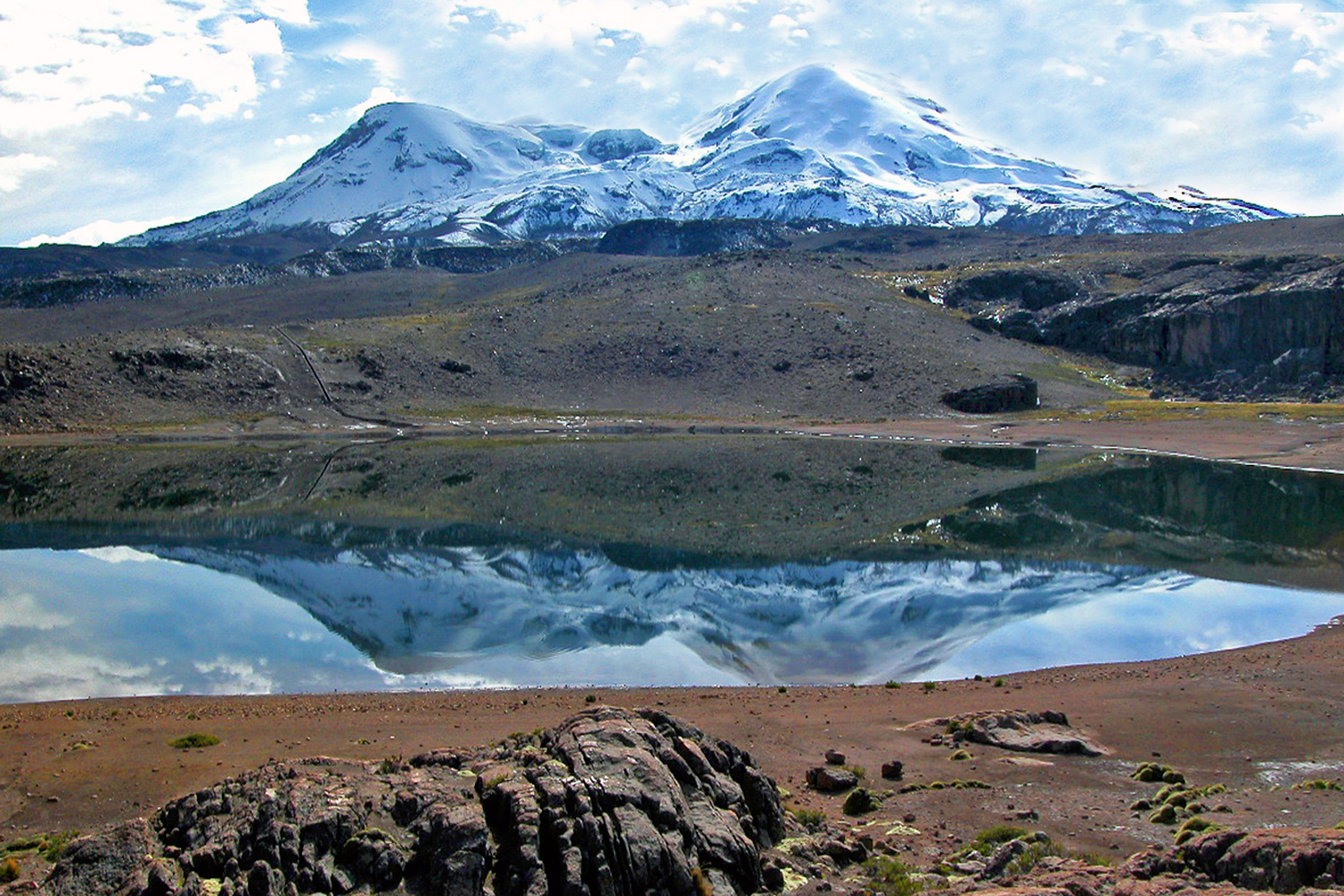
Coropuna, Peru

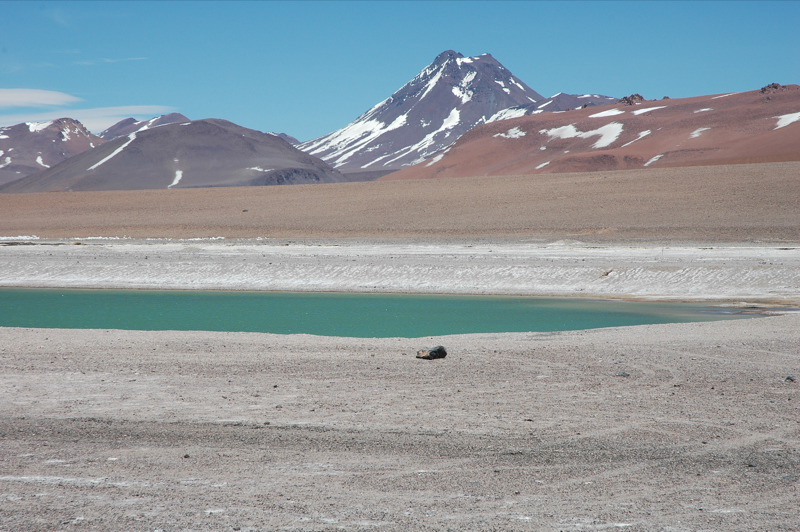
Acamarachi, Chile

| N.º | Pico             | País(es)        | Altitude (m) | Proeminência (m) | Colo (m) |
| --- | ---------------- | --------------- | ------------ | ---------------- | -------- |
| 1   | Nevado Sajama    | Bolívia         | 6542         | 2428             | 4094     |
| 2   | Coropuna         | Peru            | 6425         | 2208             | 4197     |
| 3   | Aucanquilcha     | Chile           | 6176         | 2165             | 4011     |
| 4   | Sara Sara        | Peru            | 5505         | 2060             | 3445     |
| 5   | Volcán San Pedro | Chile           | 6145         | 2024             | 4121     |
| 6   | Ampato           | Peru            | 6288         | 1997             | 4291     |
| 7   | Parinacota       | Bolívia / Chile | 6342         | 1989             | 4353     |
| 8   | Chachani         | Peru            | 6057         | 1963             | 4094     |
| 9   | Palpana          | Chile           | 6040         | 1947             | 4093     |
| 10  | El Misti         | Peru            | 5822         | 1785             | 4037     |
| 11  | Alto Toroni      | Bolívia / Chile | 5995         | 1733             | 4262     |
| 12  | Tacora           | Chile           | 5988         | 1721             | 4267     |
| 13  | Ollagüe          | Bolívia / Chile | 5868         | 1686             | 4182     |
| 14  | Cerro Paniri     | Chile           | 5960         | 1653             | 4307     |
| 15  | Acamarachi       | Chile           | 6046         | 1608             | 4438     |
| 16  | Tunupa           | Bolívia         | 5321         | 1601             | 3720     |
| 17  | Callejon Canapa  | Bolívia         | 5900         | 1595             | 4305     |
| 18  | Tomasamil        | Bolívia         | 5830         | 1590             | 4240     |
| 19  | Cabaray          | Bolívia         | 5869         | 1589             | 4280     |

## Planalto Brasileiro

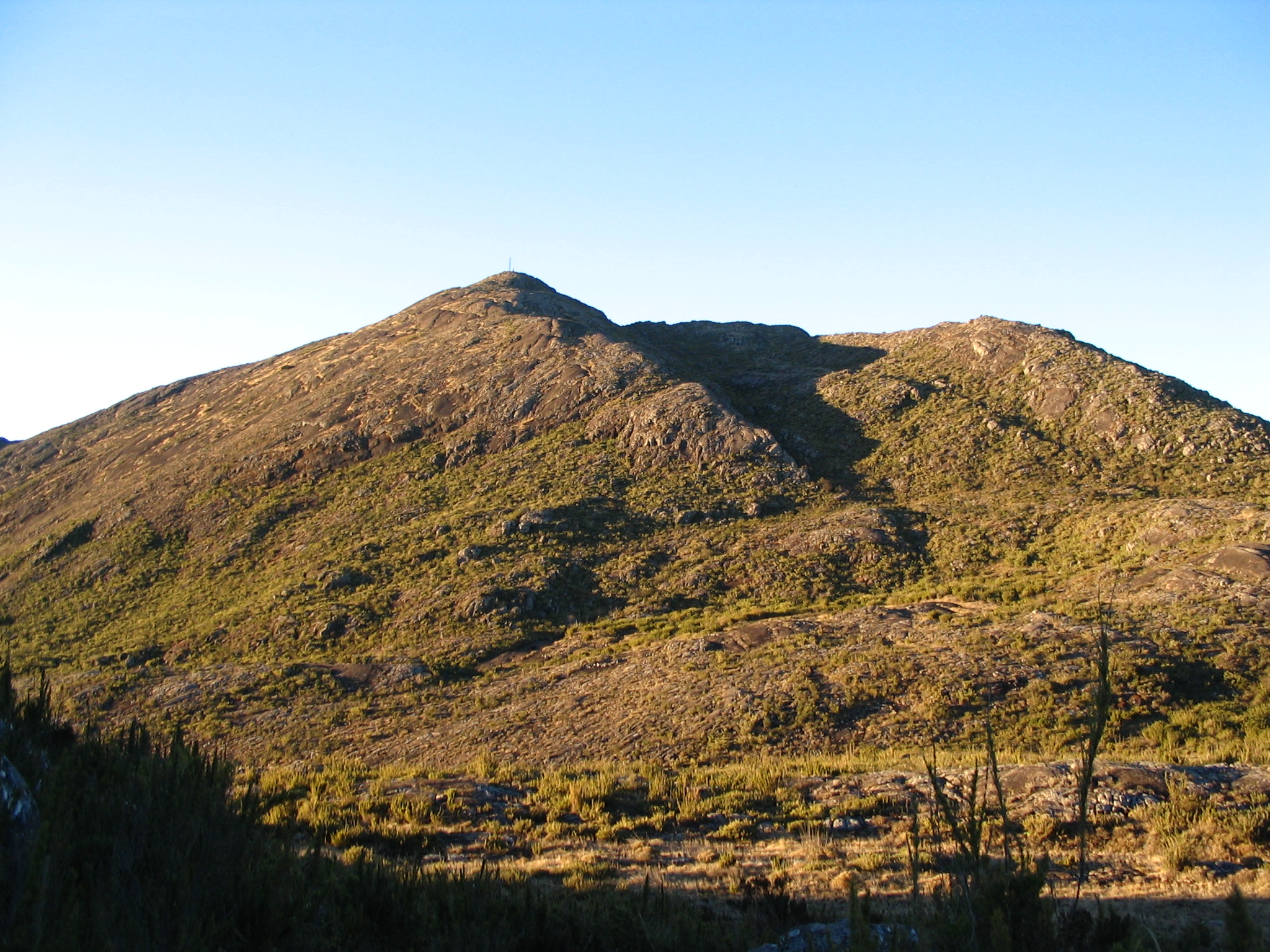
Pico da Bandeira, Brasil

| N.º | Pico                   | País(es) | Altitude (m) | Proeminência (m) | Colo (m) |
| --- | ---------------------- | -------- | ------------ | ---------------- | -------- |
| 1   | Pico da Bandeira       | Brasil   | 2890         | 2640             | 250      |
| 2   | Pedra da Mina          | Brasil   | 2798         | 2068             | 730      |
| 3   | Pico Maior de Friburgo | Brasil   | 2316         | 1897             | 419      |

## Puna de AtacamaatéAconcágua
| N.º | Pico                  | País(es)          | Altitude (m) | Proeminência (m) | Colo (m) |
| --- | --------------------- | ----------------- | ------------ | ---------------- | -------- |
| 1   | Aconcágua             | Argentina         | 6962         | 6962             | 0        |
| 2   | Ojos del Salado       | Argentina / Chile | 6893         | 3688             | 3205     |
| 3   | Mercedario            | Argentina         | 6700         | 3333             | 3367     |
| 4   | Cerro del Bolsón      | Argentina         | 5552         | 3252             | 2300     |
| 5   | El Mela               | Argentina         | 4150         | 2907             | 1243     |
| 6   | Nevado de Famatina    | Argentina         | 6097         | 2767             | 3330     |
| 7   | Cerro el Manchao      | Argentina         | 4575         | 2714             | 1861     |
| 8   | Mogote Corralitos     | Argentina         | 3160         | 2466             | 694      |
| 9   | Llullaillaco          | Argentina / Chile | 6739         | 2344             | 4395     |
| 10  | Cerro Champaqui       | Argentina         | 2770         | 2208             | 562      |
| 11  | Cordillera de Ansilta | Argentina         | 5887         | 2205             | 3682     |
| 12  | Nevado de Chañi       | Argentina         | 5930         | 2166             | 3764     |
| 13  | Nevado el Cachi       | Argentina         | 6380         | 2146             | 4234     |
| 14  | Monte Pissis          | Argentina         | 6795         | 2145             | 4650     |
| 15  | Majadita              | Argentina         | 6280         | 2113             | 4167     |
| 16  | Cerro Pircas          | Argentina         | 4380         | 2070             | 2310     |
| 17  | Socompa               | Argentina / Chile | 6051         | 2015             | 4036     |
| 18  | Antofalla             | Argentina         | 6440         | 1957             | 4483     |
| 19  | Cerro Malcante        | Argentina         | 5100         | 1917             | 3183     |
| 20  | Cerro del Toro        | Argentina / Chile | 6168         | 1910             | 4258     |
| 21  | Pular                 | Chile             | 6233         | 1898             | 4335     |
| 22  | Aracar                | Argentina         | 6095         | 1791             | 4304     |
| 23  | Cerro Laguna Blanca   | Argentina         | 6012         | 1778             | 4234     |
| 24  | Copiapó               | Chile             | 6052         | 1701             | 4351     |
| 25  | Cerros de Pereyra     | Argentina         | 2640         | 1690             | 950      |
| 26  | Cumbres Calchaquies   | Argentina         | 4740         | 1688             | 3052     |
| 27  | Cerro El Cóndor       | Argentina         | 6414         | 1660             | 4754     |
| 28  | Nevado Queva          | Argentina         | 6140         | 1635             | 4505     |
| 29  | Cerro del Tambillo    | Argentina         | 5680         | 1624             | 4056     |
| 30  | Cerro Tebenquicho     | Argentina         | 5810         | 1575             | 4238     |
| 31  | Colanguil             | Argentina         | 6122         | 1547             | 4575     |
| 32  | Tres Quebradas        | Argentina / Chile | 6239         | 1518             | 4721     |
| 33  | Incahuasi             | Argentina / Chile | 6621         | 1514             | 5107     |
| 34  | Cerro Castillejos     | Argentina         | 2480         | 1505             | 975      |

## Argentina Central e Chile a sul do Aconcágua
| N.º | Pico                 | País(es)          | Altitude (m) | Proeminência (m) | Colo (m) |
| --- | -------------------- | ----------------- | ------------ | ---------------- | -------- |
| 1   | Tupungato            | Argentina / Chile | 6570         | 2765             | 3805     |
| 2   | Tronador             | Argentina / Chile | 3470         | 2642             | 828      |
| 3   | Lanín                | Argentina / Chile | 3740         | 2624             | 1116     |
| 4   | Cerro Nevado         | Argentina         | 3810         | 2281             | 1529     |
| 5   | Domuyo               | Argentina         | 4708         | 2228             | 2480     |
| 6   | Marmolejo            | Argentina / Chile | 6108         | 2105             | 4003     |
| 7   | Cerro Payún          | Argentina         | 3838         | 1954             | 1884     |
| 8   | Calbuco              | Chile             | 2015         | 1946             | 69       |
| 9   | Sosneado             | Argentina         | 5189         | 1936             | 3253     |
| 10  | Osorno               | Chile             | 2661         | 1898             | 763      |
| 11  | Llaima               | Chile             | 3125         | 1819             | 1306     |
| 12  | Sierra Velluda       | Chile             | 3535         | 1784             | 1751     |
| 13  | Cerro Cantillana     | Chile             | 2281         | 1784             | 497      |
| 14  | Picos del Barroso    | Chile             | 5180         | 1755             | 3425     |
| 15  | Tromen               | Argentina         | 3980         | 1721             | 2259     |
| 16  | Cerro Risco Plateado | Argentina         | 4999         | 1602             | 3397     |
| 17  | Mocho-Choshuenco     | Chile             | 2422         | 1587             | 835      |
| 18  | Planchón-Peteroa     | Argentina / Chile | 4084         | 1575             | 2509     |
| 19  | Villarrica           | Chile             | 2860         | 1575             | 1285     |
| 20  | Nevado del Plomo     | Argentina / Chile | 6070         | 1550             | 4520     |
| 21  | Cerro Castillo       | Argentina / Chile | 5468         | 1633             | 3835     |
| 22  | Lonquimay            | Chile             | 2865         | 1524             | 1341     |

## Norte daPatagónia
| N.º | Pico                | País(es)               | Altitude (m) | Proeminência (m) | Colo (m) |
| --- | ------------------- | ---------------------- | ------------ | ---------------- | -------- |
| 1   | Monte San Valentín  | Chile                  | 4058         | 3696             | 362      |
| 2   | Monte San Lorenzo   | Argentina / Chile      | 3706         | 3319             | 387      |
| 3   | Melimoyu            | Chile                  | 2440         | 2272             | 168      |
| 4   | Point 2390          | Chile                  | 2390         | 2239             | 151      |
| 5   | Monte Zeballos      | Argentina              | 2700         | 2228             | 472      |
| 6   | Cerro Castillo      | Chile                  | 2675         | 2088             | 587      |
| 7   | Cerro Macá          | Chile                  | 2300         | 2066             | 234      |
| 8   | Cerro Arenales      | Chile                  | 3437         | 1900             | 1537     |
| 9   | Macizo Nevado       | Chile                  | 2100         | 1840             | 260      |
| 10  | Cerro Anexo         | Argentina / Chile      | 2480         | 1799             | 681      |
| 11  | Cordillera Cristal  | Chile                  | 2360         | 1776             | 584      |
| 12  | Nevado Queulat      | Chile                  | 2300         | 1738             | 562      |
| 13  | Cerro Elefantes     | Chile                  | 2000         | 1671             | 329      |
| 14  | Cerro Barros Arana  | Chile                  | 2286         | 1645             | 641      |
| 15  | Cerro Huemules      | Chile                  | 1910         | 1634             | 276      |
| 16  | Cordón Los Ñadis    | Chile                  | 1780         | 1622             | 158      |
| 17  | Mentolat            | Chile (Ilha Magdalena) | 1620         | 1620             | 0        |
| 18  | Cerro Penitentes    | Argentina              | 2943         | 1612             | 1331     |
| 19  | Cerro Situación     | Chile                  | 2250         | 1610             | 640      |
| 20  | Cerro Puño          | Chile                  | 2200         | 1590             | 610      |
| 21  | Cerro Aguja Sur     | Argentina / Chile      | 2230         | 1564             | 641      |
| 22  | Cerro de la Paloma  | Chile                  | 1995         | 1559             | 436      |
| 23  | Cordón Soler        | Chile                  | 2150         | 1557             | 593      |
| 24  | Cerro Cónico        | Argentina / Chile      | 2271         | 1544             | 727      |
| 25  | Point 1830          | Chile                  | 1830         | 1541             | 289      |
| 26  | Cerro Desfiladero   | Chile                  | 2300         | 1527             | 773      |
| 27  | Minchinmávida       | Chile                  | 2450         | 1518             | 932      |
| 28  | Tres Hermanos       | Chile                  | 2010         | 1513             | 497      |
| 29  | Cerro Cuatro Puntas | Chile                  | 1810         | 1507             | 303      |

## Sul da Patagónia
| N.º | Pico                    | País(es)                | Altitude (m) | Proeminência (m) | Colo (m) |
| --- | ----------------------- | ----------------------- | ------------ | ---------------- | -------- |
| 1   | Lautaro                 | Chile                   | 3580         | 3302             | 278      |
| 2   | Monte Darwin            | Chile (Terra do Fogo)   | 2580         | 2580             | 0        |
| 3   | Monte Sarmiento         | Chile (Terra do Fogo)   | 2187         | 2040             | 147      |
| 4   | Cerro Paine Grande      | Chile                   | 2700         | 2013             | 687      |
| 5   | Cerro Norte             | Argentina               | 2730         | 1624             | 1106     |
| 6   | Cerro Chaltén           | Argentina / Chile       | 3405         | 1951             | 1454     |
| 7   | Cerro Steffen           | Chile                   | 3300         | 1945             | 1355     |
| 8   | Monte Balmaceda         | Chile                   | 2035         | 1885             | 150      |
| 9   | Cerro Pináculo          | Argentina               | 2160         | 1879             | 281      |
| 10  | Cerro Tres Frailes      | Chile                   | 2050         | 1748             | 302      |
| 11  | Cordón Mariano Moreno   | Argentina / Chile       | 3490         | 1735             | 1755     |
| 12  | Pascua                  | Chile                   | 2250         | 1732             | 518      |
| 13  | Cerro Ladrillero        | Chile (Ilha Riesco)     | 1705         | 1705             | 0        |
| 14  | Cerro Roma              | Argentina / Chile       | 3270         | 1694             | 1576     |
| 15  | Dama Blanca             | Chile                   | 1925         | 1626             | 299      |
| 16  | Cerro Mesón             | Argentina               | 2636         | 1688             | 948      |
| 17  | Gran Campo Nevado       | Chile                   | 1640         | 1605             | 35       |
| 18  | Cerro Pietrobelli       | Argentina / Chile       | 2850         | 1600             | 1250     |
| 19  | Cerro Tenerife          | Chile                   | 1590         | 1539             | 51       |
| 20  | Península Videau        | Chile                   | 1580         | 1534             | 46       |
| 21  | Topo da Ilha Wellington | Chile (Ilha Wellington) | 1520         | 1520             | 0        |
| 22  | Sierra de Sangra        | Argentina / Chile       | 2200         | 1507             | 693      |
| 23  | Monte Burney            | Chile                   | 1520         | 1507             | 13       |